# Малий Врх-Каманський
45°38′ пн. ш. 15°24′ сх. д. / 45.63° пн. ш. 15.4° сх. д.
Малий Врх-Каманський (хорв. Mali Vrh Kamanjski) — населений пункт у Хорватії, у Карловацькій жупанії у складі громади Каманє.

## Населення
Населення за даними перепису 2011 року становило 67 осіб.
Динаміка чисельності населення поселення: